# Condado de Meade (Kansas)
El condado de Meade (en inglés: Meade County), fundado en 1873, es uno de 105 condados del estado estadounidense de Kansas. En el año 2005, el condado tenía una población de 4.625 habitantes y una densidad poblacional de 1,8 personas por km². La sede del condado es Meade. El condado recibe su nombre en honor a George G. Meade.

## Geografía
Según la Oficina del Censo, el condado tiene un área total de 2537 km² (979,5 mi²), de la cual 2534 km² (978,4 mi²) es tierra y 3 km² (1,158301158301 mi²) (0.13%) es agua.

### Condados adyacentes
- Condado de Gray (norte)
- Condado de Ford (noreste)
- Condado de Clark (este)
- Condado de Beaver, Oklahoma (sur)
- Condado de Seward (oeste)
- Condado de Haskell (noroeste)

## Demografía
Según la Oficina del Censo en 2000, los ingresos medios por hogar en el condado eran de $36,761, y los ingresos medios por familia eran $41,550. Los hombres tenían unos ingresos medios de $29,295 frente a los $27,271 para las mujeres. La renta per cápita para el condado era de $16,824. Alrededor del 9.30% de la población estaban por debajo del umbral de pobreza.

## Transporte

### Autopistas principales
- U.S. Route 54
- U.S. Route 160
- Ruta Estatal de Kansas 23
- Ruta Estatal de Kansas 98

## Localidades
Población estimada en 2004;
- Meade, 1,624
- Plains, 1,154
- Fowler, 572

### Municipios
El condado de Meade está dividido entre nueve municipios. El condado no tiene ninguna ciudad independientes a nivel de gobierno, y todos los datos de población para el censo e las ciudades son incluidas en el municipio.

## Educación

### Distritos escolares
- Fowler USD 225
- Meade USD 226